# Hanna Lucyna Filipkowska
Hanna Lucyna Filipkowska (ur. 30 czerwca 1936 w Legionowie  – zm. 21 czerwca 1996 tamże) – polska historyk literatury.
Studia polonistyczne rozpoczęła w 1954 na Uniwersytecie Warszawskim, pracę magisterską obroniła w 1962, zaś pracę doktorską w 1969. Od 1962 była stałym pracownikiem Instytutu Badań Literackich PAN. W 1979 przeniosła się na Katolicki Uniwersytet Lubelski, gdzie podjęła pracę w Katedrze Literatury Polskiej Pozytywizmu i Młodej Polski. W 1988 uzyskała stopień doktora habilitowanego, w 1989 uzyskała stanowisko docenta, zaś w 1992 – profesora nadzwyczajnego. Zmarła w wyniku choroby nowotworowej.
Zajmowała się głównie literaturą polską pozytywizmu i Młodej Polski. Wydała książki: Wśród bogów i bohaterów. Dramaty antyczne Stanisława Wyspiańskiego wobec mitu (1972), Tragiczna wolność czyli opowieść o życiu i twórczości Marii Komornickiej 1876–1945 (1979), Koncepcje mitu i jego związków z literaturą w krytyce literackiej Młodej Polski (1988). Publikowała m.in. w „Pamiętniku Literackim”, „Biuletynie Polonistycznym”.